# Fozzano
Fozzano är en kommun i departementet Corse-du-Sud på ön Korsika i Frankrike. Kommunen ligger  i kantonen Olmeto som tillhör arrondissementet Sartène. År 2022 hade Fozzano 207 invånare.

## Befolkningsutveckling
Antalet invånare i kommunen Fozzano
Referens:INSEE